# Gaius Turpilius Verecundus
Gaius Turpilius Verecundus war ein im 2. Jahrhundert n. Chr. lebender Angehöriger des römischen Ritterstandes (Eques).
Durch zwei Militärdiplome, die auf den 8. Februar 157 datiert sind, ist belegt, dass Verecundus 157 Kommandeur der Cohors I Thracum Germanica war, die zu diesem Zeitpunkt in der Provinz Pannonia inferior stationiert war. Er stammte möglicherweise aus Verona, da hier der Gentilname Turpilius durch eine Inschrift belegt ist.